# Sphagnum tenerum
Sphagnum tenerum är en bladmossart som beskrevs av Sullivant, Lesquereux och Sullivant in A. Gray 1856. Sphagnum tenerum ingår i släktet vitmossor, och familjen Sphagnaceae. Inga underarter finns listade i Catalogue of Life.